# Charles C. Mann

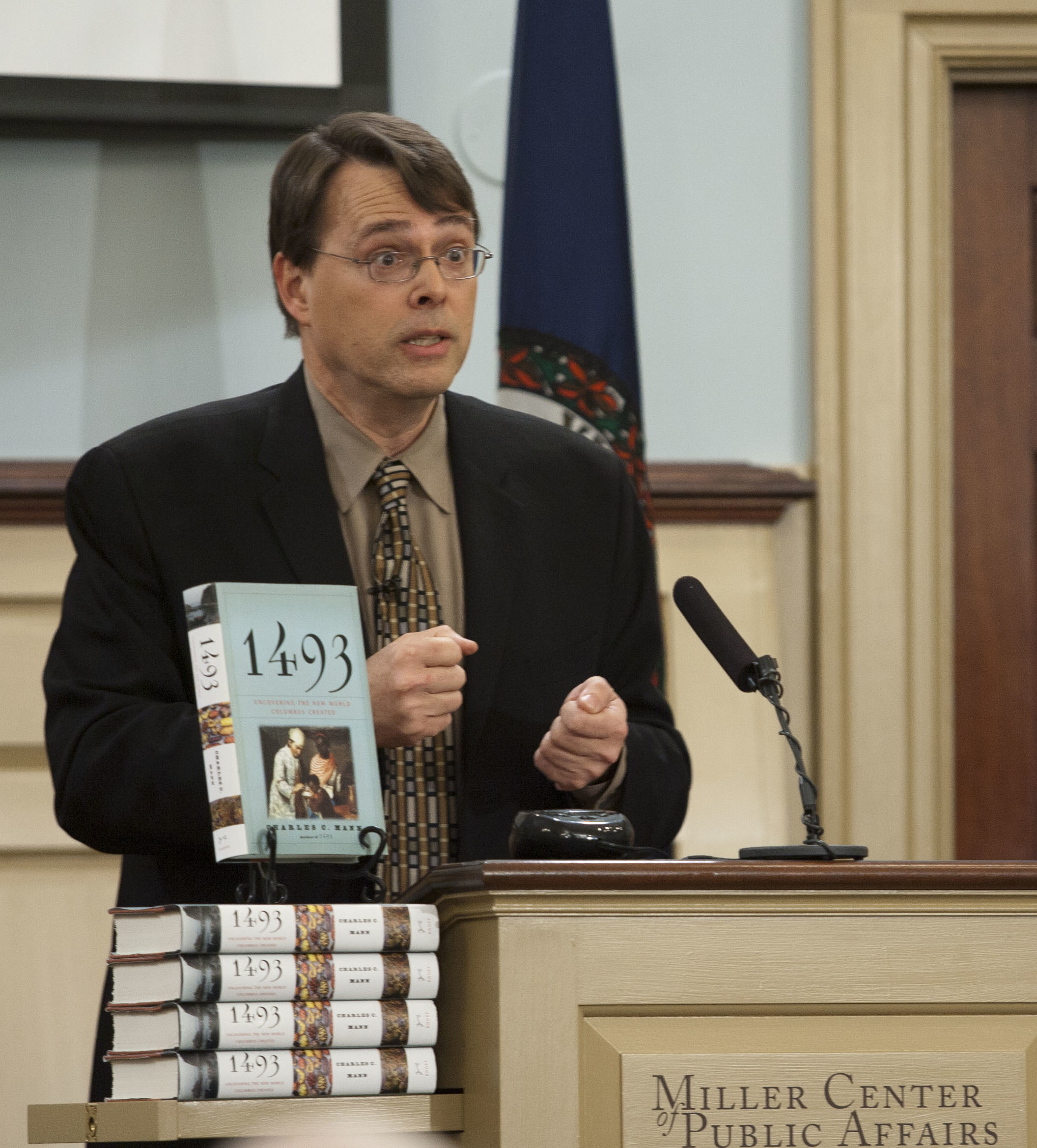
Charles C. Mann

Charles C. Mann (* 12. Juni 1955 in Michigan, USA) ist ein US-amerikanischer Autor und Journalist.

## Leben
Mann beschäftigt sich insbesondere mit dem Columbian Exchange nach der Entdeckung Amerikas. Sein Buch 1491: New Revelations of the Americas Before Columbus (2005), welches erst 2016 auf Deutsch erschien, wurde mit dem National Academies Communication Award ausgezeichnet. Das erste Buch Manns, welches ins Deutsche übersetzt wurde, war 1493 – uncovering the new world Columbus created (2011). Es sei „ein abenteuerlich kluges Buch über die Wechselwirkungen zwischen Natur und Politik“, urteilte Elisabeth von Thadden.
Mann ist Koautor bei weiteren Büchern und schreibt regelmäßig unter anderem für Science, Atlantic Monthly und Wired, einige Artikel erscheinen ebenso in der Fortune, The New York Times, dem Smithsonian, der  Technology Review sowie Vanity Fair und der The Washington Post.
Er wurde ebenso beim National Magazine Award genannt wie mit Stipendien der American Bar Association, des American Institute of Physics, der Alfred P. Sloan Foundation wie der Lannan Foundation versehen. Er lebt in Amherst, Massachusetts, ist verheiratet und hat mehrere Kinder.

## Schriften (Auswahl)
Er hat eine Reihe von Büchern und Zeitschriftenartikeln verfasst.
- Mit  Mark L. Plummer: The Aspirin Wars: Money, Medicine, and 100 Years of Rampant Competition, Harvard Business School Press, 1991
- Mit Robert P. Crease: The Second Creation: Makers of the Revolution in 20th-Century Physics, 1986; rev. ed., 1995
- Mit Mark L. Plummer: Noah’s Choice: The Future of Endangered Species, 1995
- Mit David H. Freedman: @ Large: The Strange Case of the World's Biggest Internet Invasion, 1997
- 1491: New Revelations of the Americas Before Columbus. Alfred A. Knopf, 2005
  - Charles C. Mann: Amerika vor Kolumbus. Die Geschichte eines unentdeckten Kontinents. Rowohlt Verlag GmbH, 2016, ISBN 978-3-498-04536-4, S. 720.
- Our Good Earth: The future rests on the soil beneath our feet; Can we save it? In: National Geographic, September 2008. 80–107.
- 1493: Uncovering the New World Columbus Created. Alfred A. Knopf, New York City, USA 2011, ISBN 978-0-307-26572-2.
  - Kolumbus’ Erbe. Wie Menschen, Tiere, Pflanzen die Ozeane überquerten und die Welt von heute schufen. Rowohlt, Reinbek bei Hamburg 2013, ISBN 978-3-498-04524-1.
- State of the Species: Does success spell doom for Homo sapiens?, Orion Magazine, November/Dezember 2012.